# Comí
El comí, anomenat també comí castellà (Cuminum cyminum), és una planta de la família de les apiàcies, originària del Turquestan. Es fa servir de condiment i també per a usos medicinals i la part de la planta que s'usa són les llavors.
El cultiu del comí requereix de climes d'estiu molt càlids amb temperatures diürnes al voltant dels 30º C. Es cultiva principalment en països mediterranis, a Àrabia, l'Índia i Xina. A l'Umdat al-tabib, text botànic d'Al-Àndalus, s'afirma que el comí era abundant a Andalusia cap a finals del s. xi.

## Descripció
És una planta herbàcia anual, que pot arribar a tenir una alçada de 40 cm. La tija és prima i l'alçada reduïda (5 a 10 cm). Les fulles són simples, gairebé filiformes. Les flors, blanques o lleugerament rosades, són menudes disposades en umbel·les d'uns pocs radis, normalment de dos a cinc i apareixen a partir del mes de juny. El fruit és un aqueni comprimit lateralment, de color grisós o marronós clar.

## Usos gastronòmics
El seu ús és molt antic, detectat ja en les antigues cultures de Mesopotàmia, és citat a la Bíblia i en temps de grecs i romans. Actualment caracteritza la cuina de llocs tan diversos com el Magrib, l'Orient mitjà, la província xinesa de Sichuan i la regió autònoma de Xinjiang, també a la Xina, l'Índia, el Pakistan, Cuba i Mèxic. Les seves llavors, molt aromàtiques, són una de les espècies més usades avui en dia. És un dels components del tradicional curri de l'Índia juntament amb altres espècies com ara el coriandre, la cúrcuma, el gingebre i l'all. En la cuina de Tunísia, és un ingredient bàsic de la harissa, una salsa (també es presenta en forma de pasta) molt picant, i d'alguns plats tradicionals. A Europa, als Països Baixos, s'afegeixen llavors de comí a alguns formatges, com ara el gouda d'Holanda del Nord, o el formatge de Leiden.

## Usos medicinals
El seu ús an la fitoteràpia tradicional és molt antic; ja se'n feia referència en el papir Ebers, de fa més de 3.500 anys i també s'hi va referir Dioscòrides en el llibre III de la seva obra De Materia Medica. S'ha utilitzat com a antiinflamatori, diürètic, carminatiu, antiespasmòdic i per tractar diarrees, flatulències i dispèpsies, entre altres trastorns.

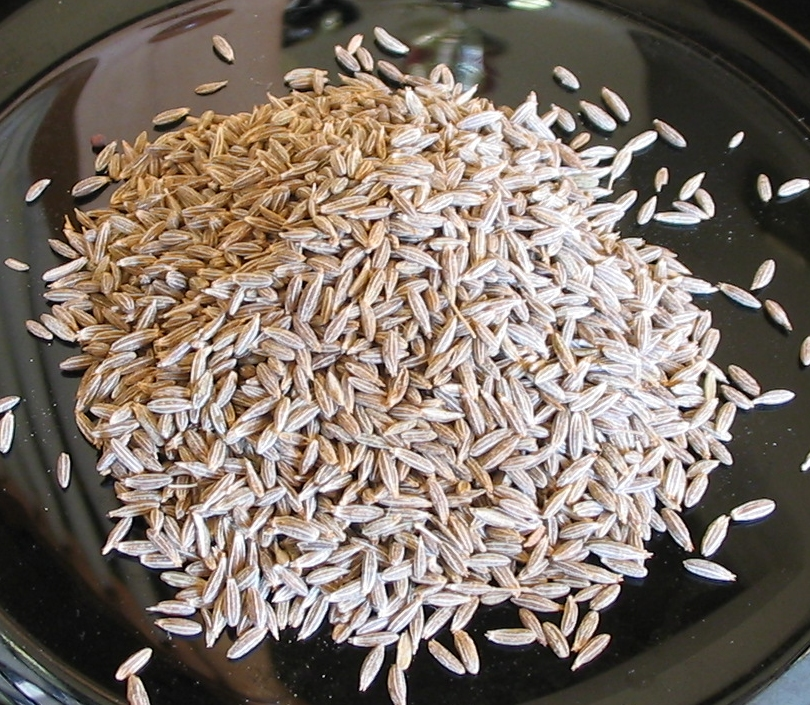
Sec, fruit de comí sencer (o llavors)
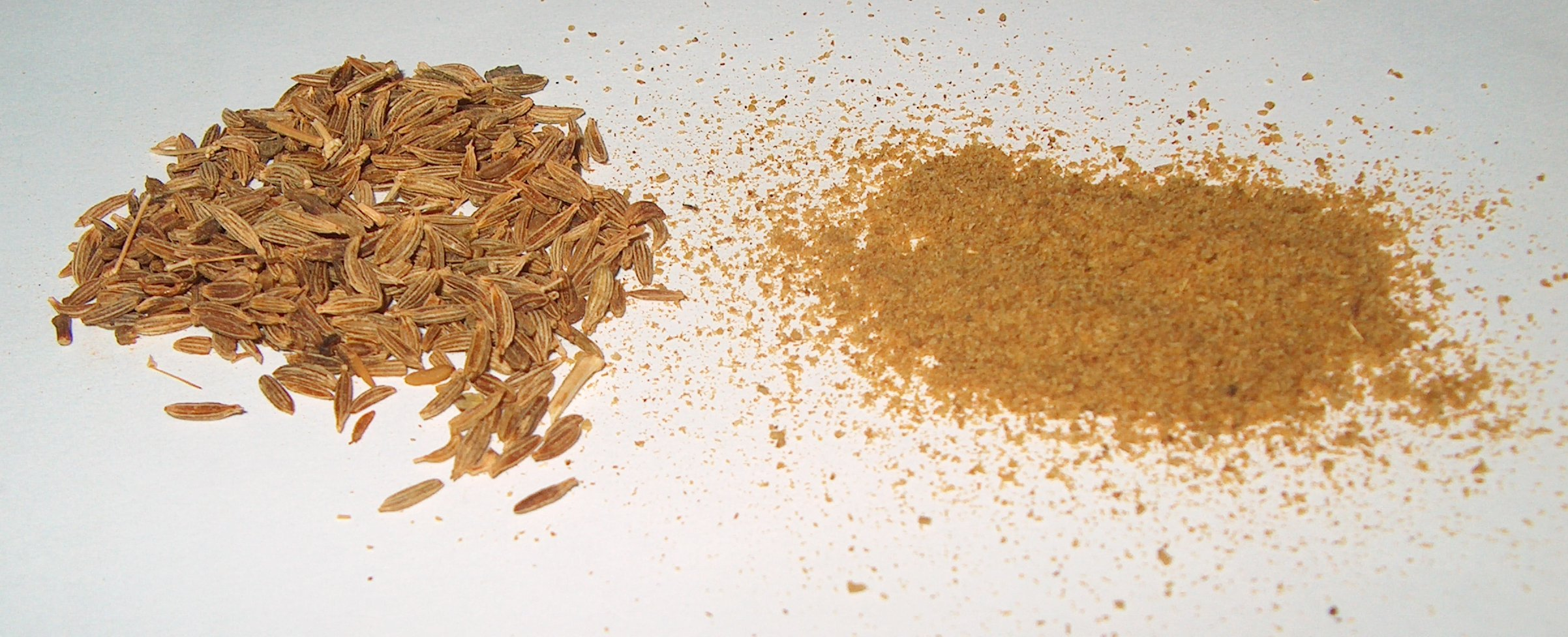
llavors de comí senceres i comí molt
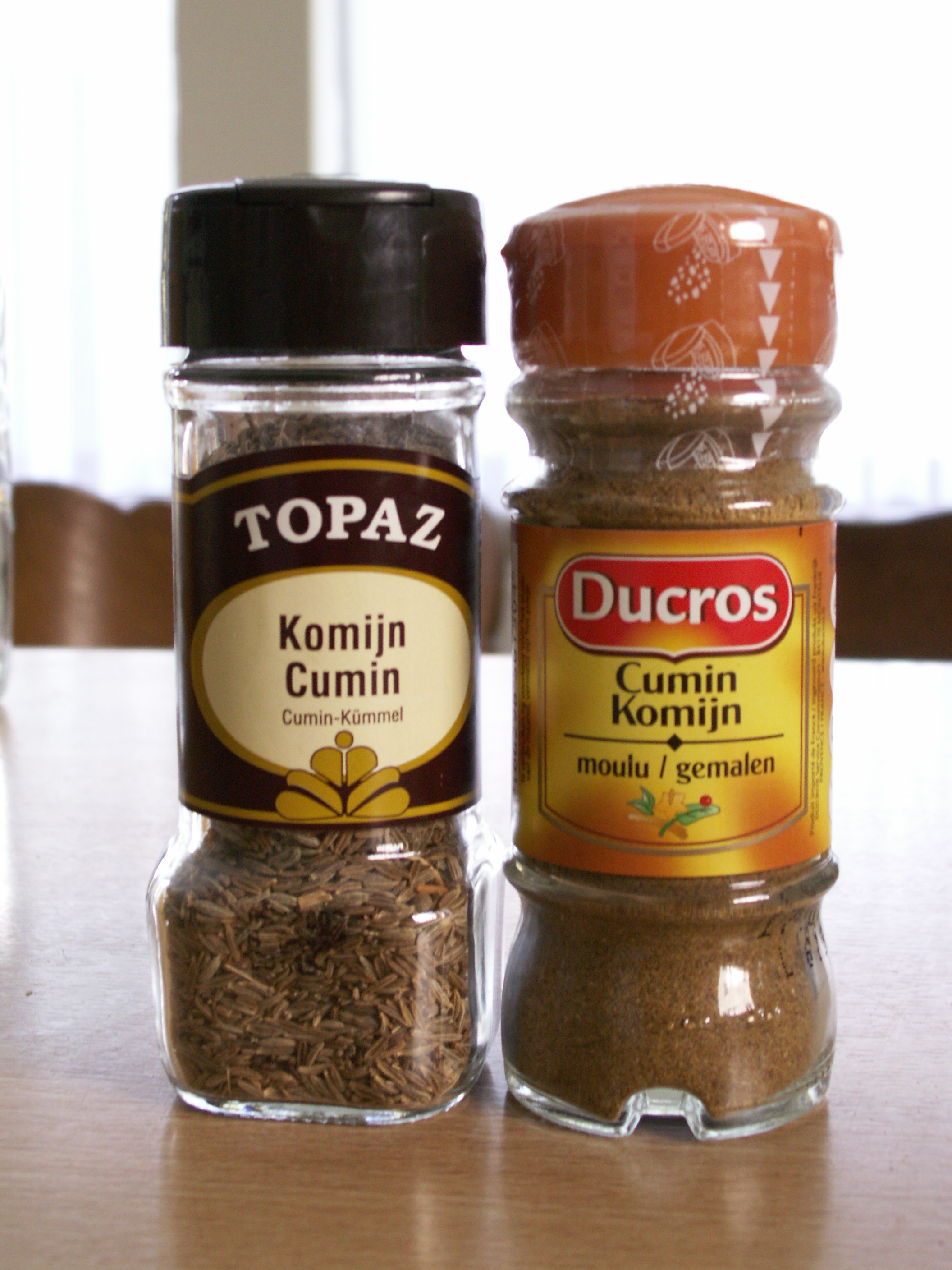
llavors senceres i comí molt envasats comercialment
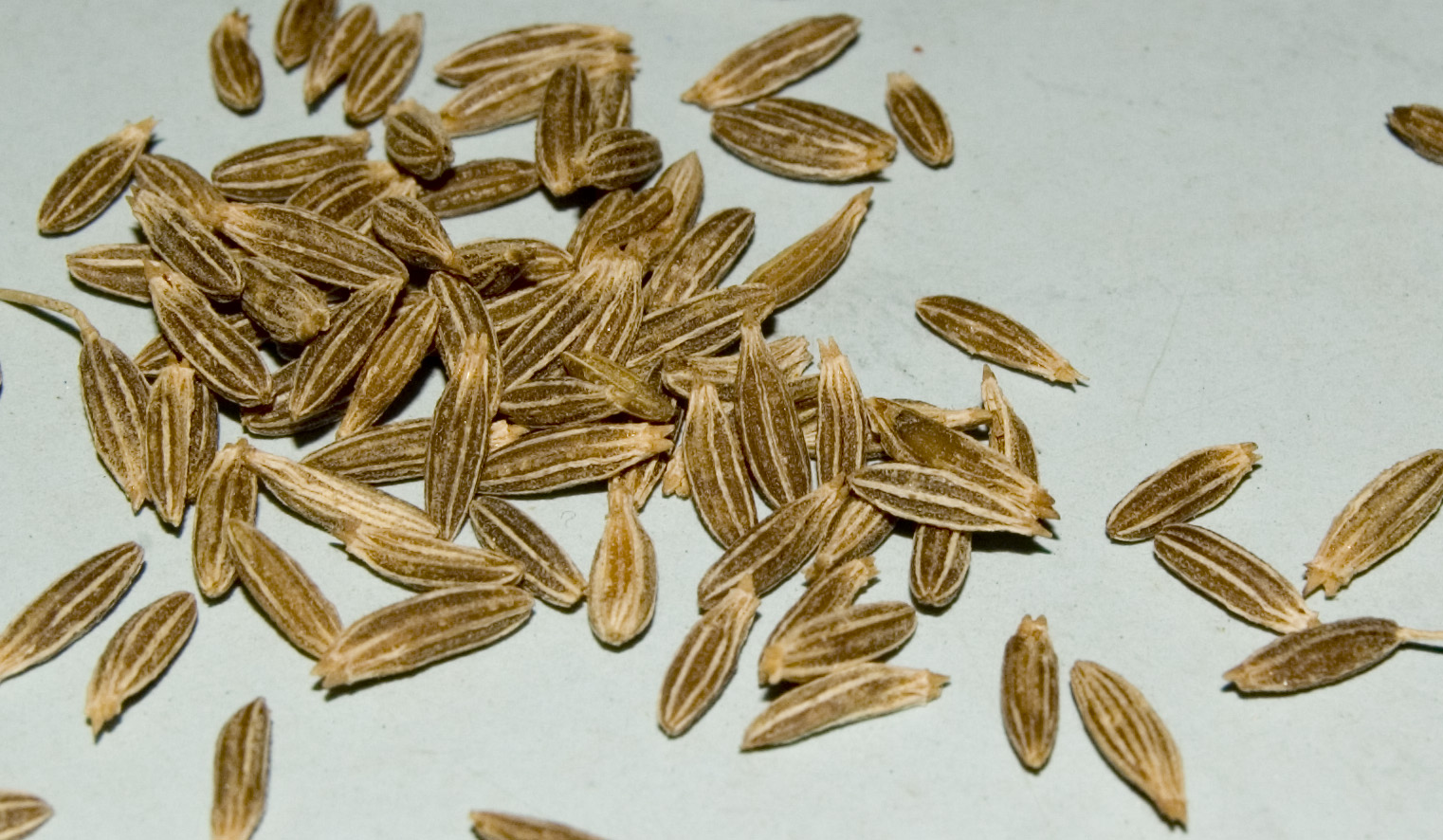
Tancament de llavors de comí secs